# آزیکیوو
آزیکیوو (انگلیسی: Azikeyevo) یک شهرک در شهرستان بلورتسکی باشقیرستان کشور روسیه است.